# Pfarrhaus (Obereglfing)

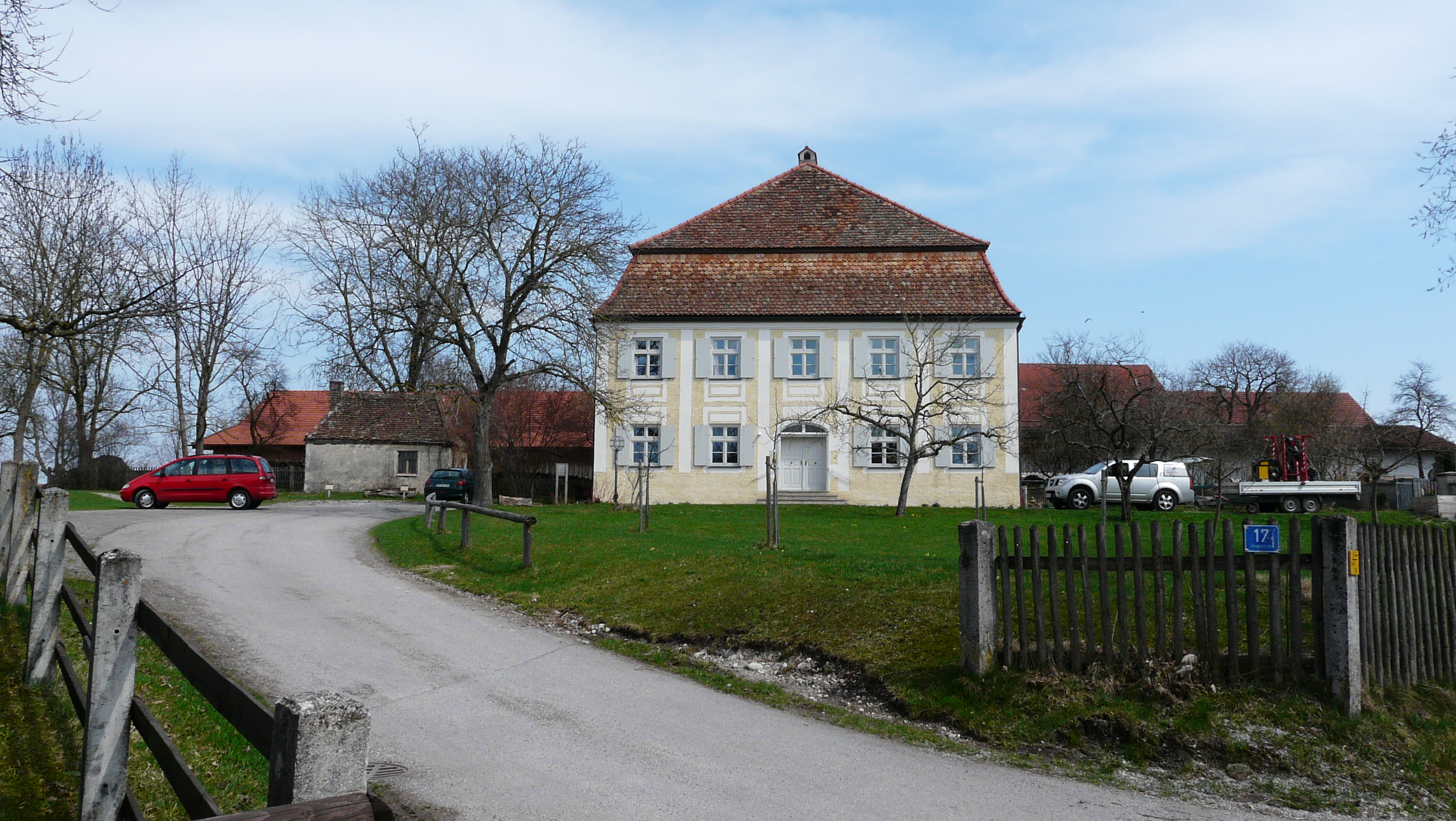
Pfarrhaus in Obereglfing

Das katholische Pfarrhaus in Obereglfing, einem Gemeindeteil von Eglfing im oberbayerischen Landkreis Weilheim-Schongau, wurde 1800 errichtet. Das Pfarrhaus an der Hauptstraße 17, direkt neben der Pfarrkirche St. Martin, ist ein geschütztes Baudenkmal. 
Der zweigeschossige Mansard-Walmdachbau mit Lisenengliederung besitzt fünf zu drei Fensterachsen. Im Inneren haben sich neben originalen Ziegelböden einfache Rahmenstukkaturen an den Decken des Obergeschosses sowie ein Kachelofen erhalten.
Das zugehörige Waschhaus wurde Anfang des 19. Jahrhunderts erbaut.